# Xian Zhang
Xian Zhang (Chino: 张弦, 1973, Dandong, Liaoning) es una directora de orquesta chino-estadounidense.
Actualmente es la directora musical de la Orquesta Sinfónica de New Jersey (NJSO) y de la Sinfónica de Seattle. Fue la primera mujer en ser directora titular de la Orquesta Sinfónica de la BBC en Gales.

## Vida
Su nombre se puede traducir como 'hilo abierto' o 'cuerda abierta'. Nació en Dandong, China, cerca de la frontera de China y Corea del Norte. Su madre era maestra de piano y su padre laudero. Desde niña estudió piano con su madre en un instrumento que su padre reparó. Aunque sus padres eran músicos, no pudieron dedicarse a dicha profesión debido a que durante Revolución Cultural que vivieron la música occidental y los instrumentos europeos estaban prohibidos.
Actualmente Zhang tiene dos hijos y está casada con Lei Yang, un ingeniero que se convirtió en novelista.

## Carrera
Zhang hizo estudios en el Conservatorio Central de Beijing, donde obtuvo su grado y posgrado, además de comenzar a estudiar dirección orquestal desde los 16 años. Ahí mismo trabajó como directora durante un año antes de mudarse a los Estados Unidos en 1998. En Estados Unidos realizó sus estudios de doctorado en el Conservatorio de la Universidad de Cincinnati. Al salir se convirtió en la persona más joven en ser contratada por la facultad.
Xian Zhang suele incluir composiciones chinas en las planeaciones de sus conciertos, como las obras de Huang Ruo o la compositora Chen Yi. Realizó un tour por China con la Orquesta de la Escuela Juilliard.
Su debut como directora fue cuando tenía 20 años en Casa Central de Ópera de Beijing. A la edad de 29 tuvo la oportunidad de convertirse en la segunda asistente de dirección de Lorin Maazel tras ganar la Competición de Dirección de Orquesta Maazel-Vilar en septiembre de 2002. En 2004, después de dos temporadas, se convirtió en la asistente titular de dirección de la Filarmónica de Nueva York, y en julio de ese año se convirtió en directora asociada, siendo la primera vez que una mujer obtenía dicho puesto.
Fue la primera mujer en dirigir una orquesta sinfónica italiana al convertirse en la directora principal de la Orquesta Sinfónica de Milán Giuseppe Verdi (La Verdi) en 2009, después de seis años sin director principal con la salida de Riccardo Chailly en 2003. La misma Zhang señala que la gente en Milán no estaba acostumbrada a una directora, pues nunca habían visto una. Con 'La Verdi' debutó en Los Proms en 2013, donde tuvo mucho éxito.
Fue la primera mujer en dirigir la Orquesta Estatal Sajona de Dresde; también ha sido directora invitada con diferentes orquestas como la Orquesta Sinfónica de Londres, la Orquesta Real del Concertgebouw, la Orquesta Sinfónica de Chicago, la Orquesta Filarmónica de Oslo y la Orquesta Filarmónica de Nueva York. También se convirtió en la primera mujer en convertirse en directora de la Orquesta Sinfónica de Nueva Jersey, desde noviembre de 2015 hasta septiembre de 2016.
En 2007 hizo su debut en la Ópera Nacional Inglesa como La bohème, y su debut en Alemania fue con Tosca en la Ópera de Fráncfort en septiembre de 2008.
En 2010 hizo su debut como directora invitada de la Orquesta Real de Concertgebouw con obras de Serguéi Prokófiev, Ígor Stravinski y Thomas Adès, regresando en el 2013 con un repertorio que incluyó obras de Witold Lutosławski, Béla Bartók y Detlev Glanert.